# Lula Ali Ismaïl
Lula Ali Ismaïl (Somali Luula Cali Ismaaciil, arabisch لولا علي إسماعيل, DMG lawla eali 'iismaeil, geb. 1978) ist eine dschibutisch-kanadische Filmemacherin und Drehbuchautorin. Sie ist die erste Frau aus Dschibuti, die einen Film produziert hat, weshalb sie als „first lady of Djibouti cinema“ („First Lady des dschibutischen Kinos“) bezeichnet wurde. Ihr erster Film, ein Kurzfilm mit dem Titel „Laan“ („Freunde“, 2011) wurde 2012 beim Festival Vues d’Afrique in Montreal und 2013 beim FESPACO in Ouagadougou gezeigt. Ihr zweiter Film und erster Spielfilm, Dhalinyaro, wurde gemeinsam mit Alexandra Ramniceanu und Marc Wels geschrieben und 2017 veröffentlicht. Der Film ist eine Koproduktion zwischen Dschibuti, Frankreich, Kanada und Somalia, wurde vollständig in Dschibuti gedreht und ist der erste Spielfilm des Landes.

## Leben
Ali Ismail wurde 1978 in Dschibuti geboren. Sie gehört zum Clan der Issa und 1992 zog sie mit einer ganzen Welle von Emigranten nach Montreal, Quebec, Kanada. Als jüngste von acht Kindern studierte sie Office automation (Bürotechnik) und arbeitete sieben Jahre lang als Legal Assistant. Sie entwickelte jedoch ihr Interesse an Schauspielerei und Kino und begann Kurse zu besuchen. Zunächst spielte sie kleinere Rollen in mehreren Fernsehserien in Quebec, interessierte sich aber mehr für das Filmemachen (Regie).

## Karriere
2012 drehte Ali Ismail ihr Erstlingswerk, einen Kurzfilm (27 min), „Laan“. In dieser Kurzgeschichte geht es um die Freundinnen Souad, Oubah und Ayane in Dschibuti, die Kath kauen und auf der Suche nach Liebe sind. Ali Ismail spielte selbst eine der Hauptrollen. Der Film beschreibt das Alltagsleben in ihrem Herkunftsland. Es war der erste Film, bei dem eine Frau aus Dschibuti Regie führte. Ali Ismail erzählt, dass die für diesen Film benötigten Mittel hauptsächlich mit der Hilfe ihrer Familie und Freunde aufgebracht wurden. Als sie in Dschibuti ankam, bat sie das Kulturministerium um Unterstützung, aber die Regierung hatte kein Budget für solche Projekte. Trotzdem führte sie das Projekt weiter und legte damit den Grundstein für eine Filmindustrie im Land. Der Film wurde auf verschiedenen Festivals in Afrika, Europa und Nordamerika gezeigt und von den Kritikern gut aufgenommen.
2014 drehte Ali Ismail ihren ersten abendfüllenden Film, Dhalinyaro (Jugend). Der Film begleitet drei junge Frauen aus unterschiedlichen sozioökonomischen Verhältnissen. Er wurde von der Organisation Internationale de la Francophonie unterstützt und in Kanada, Somalia, Frankreich und Dschibuti koproduziert, wo er vollständig gedreht wurde. Der Film feierte 2017 in Dschibuti Premiere und wurde von den Ministern für Bildung, Kommunikation und Kultur besucht.
Im Juli 2024 wurde bekannt gegeben, dass Ali Ismail bei der Verfilmung von The Youth of God („Die Jugend Gottes“) Regie führen wird, einem Roman des somalisch-kanadischen Autors Hassan Ghedi Santur. Der Roman stand 2020 auf der Longlist für Canada Reads und war Finalist für den Pius Adesanmi Memorial Award for Excellence in African Writing 2019.

## Filmographie
- Laan (dt. Freunde), 2011.
- Dhalinyaro / Jeunesse (dt. Jugend), 2017.